# Aeroporto di Gao-Korogoussou
L'aeroporto di Gao-Korogoussou (IATA: GAQ, ICAO: GAGO) è un aeroporto civile e militare che si trova nella parte centro orientale del Mali; è situato al termine della Avenue de l'Aéroport a circa 5 chilometri a Est-sud-est della città di Gao.